# Manas (sanskrit)
Pour les articles homonymes, voir Manas (homonymie).
Manas (IAST ; devanāgarī : मनस् ) est un terme sanskrit et concept de la philosophie indienne qui comporte de multiples acceptions. Dans les Yoga Sutras de Patañjali et le vedanta, ce terme désigne indifféremment le mental, mais aussi l'intellect (buddhi), l'inconscient (citta) ou la conscience ordinaire à l'état de veille ou ego (ahamkara). Dans le bouddhisme, il est le sixième sens qui entre en contact avec les objets mentaux.
Dans son acception occidentalisée, il désigne aussi la pensée, l'esprit, le mental ou l'intellect, c'est-à-dire le sens interne ou psychisme.

## Dans l'hindouisme
Dans les Yoga Sūtra de Patañjali, ce terme désigne le mental. Dans la philosophie samkhya il est l'un des trois constituants (avec buddhi et ahamkara) de l'instrument interne : l'antaḥkaraṇa. Le vedanta ajoute parfois citta à ces trois constituants, on parlera d'organe interne quadruple (antahkarana catustaya).

## Dans le bouddhisme
Dans le bouddhisme, manas désigne le mental, faculté caractéristique de l'être humain (racine man-) avec ses pensées et ses émotions. C'est aussi un sixième sens (en plus des cinq couramment admis) qui entre en contact avec les objets mentaux.
Le manas est important, en tant que composant du citta, d'une part parce qu'il est « l'avant-coureur des conditions phénoménales » (selon le premier verset du Dhammapada : manopubbaṅgamā dhammā), et d'autre part parce qu'il est le "lieu" d'éveil de la Prajñā.

## Compréhension ou interprétation occidentalisée
Pour René Guénon, il s'agit d'un « instrument de sensation » correspond à une « entrée », et « un instrument d'action » à une « sortie » qui « exécute », entre les deux, manas examine. Manas, en tant que sens interne, inclut la raison, la mémoire et l'imagination ; la dimension sentimentale se trouvant elle intermédiaire entre ce sens et l'élément corporel.
René Guénon remarque que manas, le « mental » ou « sens interne », auquel est inhérente la « conscience du moi » (ahaṃkāra), est dans la tradition hindoue une caractéristique de l'individualité humaine la différenciant des autres êtres du monde vivant. Il note que la racine de ce mot sanscrit se retrouve dans le latin mens, l'anglais mind, etc. Cette racine man ou men étant souvent utilisée dans des mots servant à désigner l'être humain lui-même.

Manas se situe entre les cinq « facultés de sensation » et les cinq « instruments d'actions ».

« Les cinq instruments de sensation sont : les oreilles ou l’ouïe (shrotra), la peau ou le toucher (tvak), les yeux ou la vue (chakshus), la langue ou le goût (rasa), le nez ou l’odorat (ghrana) [...] Les cinq instruments d’action sont : les organes d’excrétion (payu), les organes générateurs (upastha), les mains (pani), les pieds (pada), et enfin la voix ou l’organe de la parole (vach) [...] Le manas doit être regardé comme le onzième ».